# Peter Reid
Peter Reid (Liverpool, Inglaterra, 20 de junio de 1956) es un exfutbolista y entrenador inglés que jugaba de centrocampista y militó en diversos clubes de Inglaterra.

## Selección nacional
Con la selección de fútbol de Inglaterra disputó 13 partidos internacionales y no anotó goles. Participó en una Copa Mundial, la edición de México 1986, donde su selección quedó eliminada en los cuartos de final tras perder por 2-1 ante la Argentina de Diego Armando Maradona.

### Participaciones en Copas del Mundo
| Mundial                        | Sede   | Resultado        |
| ------------------------------ | ------ | ---------------- |
| Copa Mundial de Fútbol de 1986 | México | Cuartos de final |

### Participaciones en Eurocopas
| Mundial       | Sede     | Resultado    |
| ------------- | -------- | ------------ |
| Eurocopa 1988 | Alemania | Primera fase |

## Clubes

### Como jugador
| Club                      | País       | Año       |
| ------------------------- | ---------- | --------- |
| Bolton Wanderers F. C.    | Inglaterra | 1974-1982 |
| Everton F. C.             | Inglaterra | 1982-1989 |
| Queens Park Rangers F. C. | Inglaterra | 1989      |
| Manchester City F. C.     | Inglaterra | 1989-1993 |
| Southampton F. C.         | Inglaterra | 1993-1994 |
| Notts County F. C.        | Inglaterra | 1994      |
| Bury F. C.                | Inglaterra | 1994-1995 |

### Como entrenador
| Club                  | País       | Año       |
| --------------------- | ---------- | --------- |
| Manchester City F. C. | Inglaterra | 1990-1993 |
| Sunderland A. F. C.   | Inglaterra | 1995-2002 |
| Inglaterra sub-21     | Inglaterra | 1999      |
| Leeds United F. C.    | Inglaterra | 2003      |
| Coventry City F. C.   | Inglaterra | 2004-2005 |
| Tailandia             | Tailandia  | 2008-2009 |
| Plymouth Argyle F. C. | Inglaterra | 2010-2011 |
| Mumbai City F. C.     | India      | 2014      |